# هربرت دورنر
هربرت دورنر (انگلیسی: Herbert Dörner; ۱۴ ژوئیهٔ ۱۹۳۰ – ۲۶ مارس ۱۹۹۱) بازیکن فوتبال اهل آلمان بود.
از باشگاه‌هایی که در آن بازی کرده‌است می‌توان به باشگاه فوتبال کلن اشاره کرد.
وی همچنین در تیم ملی فوتبال آلمان بازی کرده‌است.